# Río Negro (Guatemala)
Pour les articles homonymes, voir Río Negro.
Río Negro est une ville du département de Baja Verapaz au Guatemala. Le village est principalement peuplé de Mayas Achis,.
Ses habitants ont été victimes de persécutions entre 1980 et 1982 lors de la construction du barrage hydroélectrique de Chixoy.

## Sources